# نقطة الانصهار

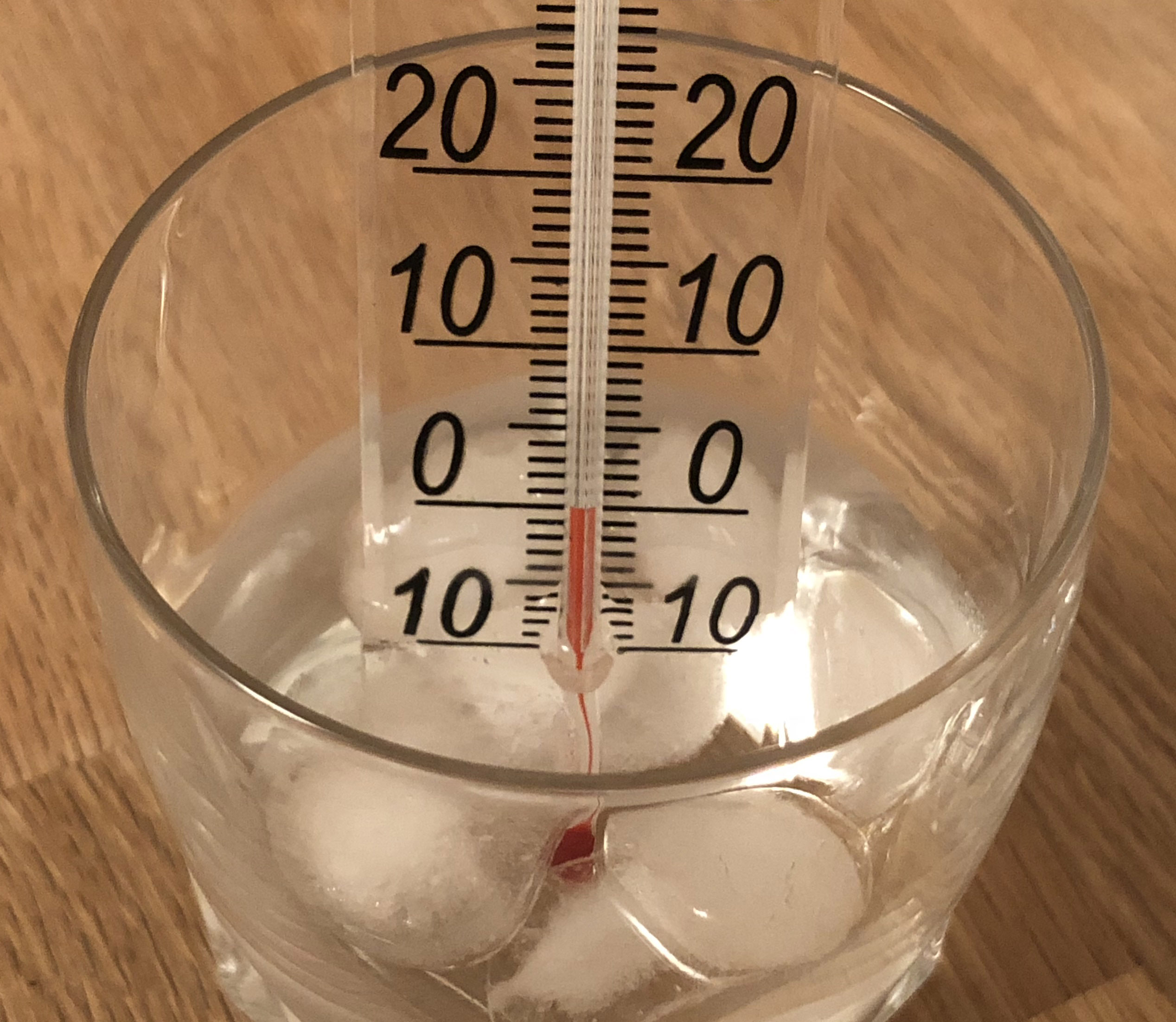
مكعبات الثلج المغمورة في الماء تبدأ بالإنصهار (التحول إلى الحالة السائلة) عند درجة حرارة 0 مئوية

نقطة الانصهار أو درجة حرارة الانصهار هي درجة الحرارة التي تتغير بها المادة من الحالة الصلبة إلى الحالة السائلة. وعند نقطة الانصهار، تكون الحالة الصلبة والسائلة للمادة في حالة توازن. تعتمد نقطة انصهار المادة على عوامل عديدة مثل الضغط وحجم وشكل جزيئات المادة وعلى مقدار قوة الروابط بين جزيئات المادة نفسها، وعادة ما يتم تحديد نقطة الانصهار عند الضغط القياسي الذي يساوي 1 ضغط جوي أو 100 كيلو باسكال.
عكس هذه العملية (أي التحول من الحالة السائلة إلى الصلبة) يشار إليها باسم نقطة التجمد أو نقطة التبلور. ونظرًا لقدرة بعض المواد على الوصول لدرجة البرودة الفائقة، لذا لا يمكن اعتبار نقطة التجمد خاصية من خصائص المادة. إن المنهجية المتبعة علميًا في الحكم على الحالة الفيزيائية للمادة هي: «مبدأ مراقبة الانصهار بدلًا من مراقبة تكون المادة الصلبة» ، ولهذا يقال أن المادة تحولت إلى الحالة السائلة عندما تتحول آخر ذرة في المادة للحالة السائلة أي كأننا نراقب جزيئات المادة وهي تنصهر.

## أمثلة
بالنسبة للغالبية العظمى من المواد، تكون درجة الانصهار والتجمد متساوية تقريبًا. على سبيل المثال، نقطة الانصهار ونقطة التجمد للزئبق هي 234.32 كلفن (38,83- درجة مئوية أو 37,89- درجة فهرنهايت). ومع ذلك، فإن بعض المواد تمتلك درجة حرارة انصهار وتجمد مختلفة. فمثلًا يذوب الأغار عند 85 درجة مئوية (185 درجة فهرنهايت) ويتصلب عند 31 درجة مئوية (88 درجة فهرنهايت)، نقطة انصهار الجليد عندما يكون الضغط الجوي = 1 قريبة جدًا من 0 درجة مئوية (32 درجة فهرنهايت ؛ 273 كلفن)، وهذه النقطة تعرف باسم نقطة التجمد.
يعتبر التنغستن هو المعدن ذو أعلى نقطة انصهار، ينصهر على درجة حرارة 3414 درجة مئوية (6,177 درجة فهرنهايت، 3,687 كلفن)؛ هذه الخاصية تجعل التنجستن ممتازًا للاستخدام كسلك كهربائي رفيع في المصابيح الكهربائية. عنصر الكربون الذي يتم الاستشهاد به في كثير من الأحيان لا ينصهر في البيئة التي يكون فيها الضغط مساويًا للضغط الجوي، لكنه يتحول من الحالة الصلبة إلى الحالة الغازية مباشرة على درجة حرارة 3726.85 درجة مئوية (6740.33 درجة فهرنهايت ؛ 4,000.00 كلفن)، أما تحول الكربون من الحالة الصلبة إلى الحالة السائلة فيحدث فقط في البيئة التي يكون فيها الضغط الجوي أعلى من 10 ميغاباسكال.
درجة حرارة الانصهار يتم استخدامها غالبًا لتأكيد نقاء المواد العضوية. وغالبًا ما تكون نقطة انصهار المادة النقية أعلى من المادة غير النقية. عند خلط مادتين تكون درجة حرارة الانصهار أقل من درجة انصهار كليهما. ونسبة الخلط التي تحقق أقل درجة حرارة انصهار تسمى نقطة تصلد.
| درجة الانصهار والغليان لمجموعة من العناصر | درجة الانصهار والغليان لمجموعة من العناصر | درجة الانصهار والغليان لمجموعة من العناصر | درجة الانصهار والغليان لمجموعة من العناصر |
| المركب                                    | الكثافة (gcm3)                            | درجة الإنصهار( بالكلفن)                   | درجة الغليان (بالكلفن)                    |
| ----------------------------------------- | ----------------------------------------- | ----------------------------------------- | ----------------------------------------- |
| الماء                                     | 1                                         | 273                                       | 373                                       |
| سبيكة القصدير                             |                                           | 456                                       |                                           |
| البرافين                                  | 0.9                                       | 310                                       | 643                                       |
| الهيدروجين                                | 0.00008988                                | 14.01                                     | 20.28                                     |
| الهيليوم                                  | 0.0001785                                 | -                                         | 4.22                                      |
| البيريليوم                                | 1.85                                      | 1560                                      | 2742                                      |
| الكربون                                   | 2.267                                     | 3800                                      | 4300                                      |
| النتروجين                                 | 0.0012506                                 | 63.15                                     | 77.36                                     |
| الأوكسجين                                 | 0.001429                                  | 54.36                                     | 90.20                                     |
| الصوديوم                                  | 0.971                                     | 370.87                                    | 1156                                      |
| المغنيسيوم                                | 1.738                                     | 923                                       | 1363                                      |
| الألومنيوم                                | 2.698                                     | 933.47                                    | 2792                                      |
| الكبريت                                   | 2.067                                     | 388.36                                    | 717.87                                    |
| الكلور                                    | 0.003214                                  | 171.6                                     | 239.11                                    |
| البوتاسيوم                                | 0.862                                     | 336.53                                    | 1032                                      |
| التيتانيوم                                | 4.54                                      | 1941                                      | 3560                                      |
| الحديد                                    | 7.874                                     | 1811                                      | 3134                                      |
| النيكل                                    | 8.912                                     | 1728                                      | 3186                                      |
| النحاس                                    | 8.96                                      | 1357.77                                   | 2835                                      |
| الزنك                                     | 7.134                                     | 692.88                                    | 1180                                      |
| الغاليوم                                  | 5.907                                     | 302.9146                                  | 2673                                      |
| الفضة                                     | 10.501                                    | 1234.93                                   | 2435                                      |
| الكاديميوم                                | 8.69                                      | 594.22                                    | 1040                                      |
| الإنديوم                                  | 7.31                                      | 429.75                                    | 2345                                      |
| اليود                                     | 4.93                                      | 386.85                                    | 457.4                                     |
| التانتالوم                                | 16.654                                    | 3290                                      | 5731                                      |
| التنجيستين                                | 19.25                                     | 3695                                      | 5828                                      |
| البلاتين                                  | 21.46                                     | 2041.4                                    | 4098                                      |
| الذهب                                     | 19.282                                    | 1337.33                                   | 3129                                      |
| الزئبق                                    | 13.5336                                   | 234.43                                    | 629.88                                    |
| الرصاص                                    | 11.342                                    | 600.61                                    | 2022                                      |
| البزموت                                   | 9.807                                     | 544.7                                     | 1837                                      |

## اقرأ أيضًا
- الانصهار
- التجمد
- حالة المادة
- نقطة ثلاثية
- انخفاض نقطة التجمد